# Randu Gong
Randu Gong (Randugong) is een bestuurslaag in het regentschap Pasuruan van de provincie Oost-Java, Indonesië. Randu Gong telt 2207 inwoners (volkstelling 2010).